# Emeri Jean-Marie Farina
Pour les articles homonymes, voir Jean-Marie Farina et Farina.
Emeri Jean-Marie Farina est un parfum édité par la maison Roger & Gallet, sorti en octobre 2006. 
Il s'agit d'une réédition de la célèbre Eau de Cologne créée au XVIIIe siècle par Jean Marie Farina. Dans l'édition actuelle, une pluie de particules d'or illumine le précieux jus.